# Lyktbusksläktet
Lyktbusksläktet (Pavonia) är ett släkte i familjen malvaväxter. Det beskrevs av den spanske botanikern Antonio José Cavanilles 1786 och består av cirka 200 arter. Några arter kan odlas som krukväxter. De förekommer i varma områden i hela världen.
Ettåriga till perenna örter, halvbuskar eller buskar. De kan vara kala eller håriga. Blad med bladskaft, stipler och kan vara hela eller flikiga. Blommorna kommer vanligen i bladvecken, de kan vara ensamma eller flera tillsammans. Ytterfoder med 5-16 flikar, fria eller sammanväxta. Foder med fem flikar eller tänder. Krona i varierande färger, vanligen röda, rosa eller gula, mer sällsynt vita eller purpur. Pistillen har 10 flikar (Hibiscus har fem flikar). Frukten är en klyvfrukt.

## Bildgalleri

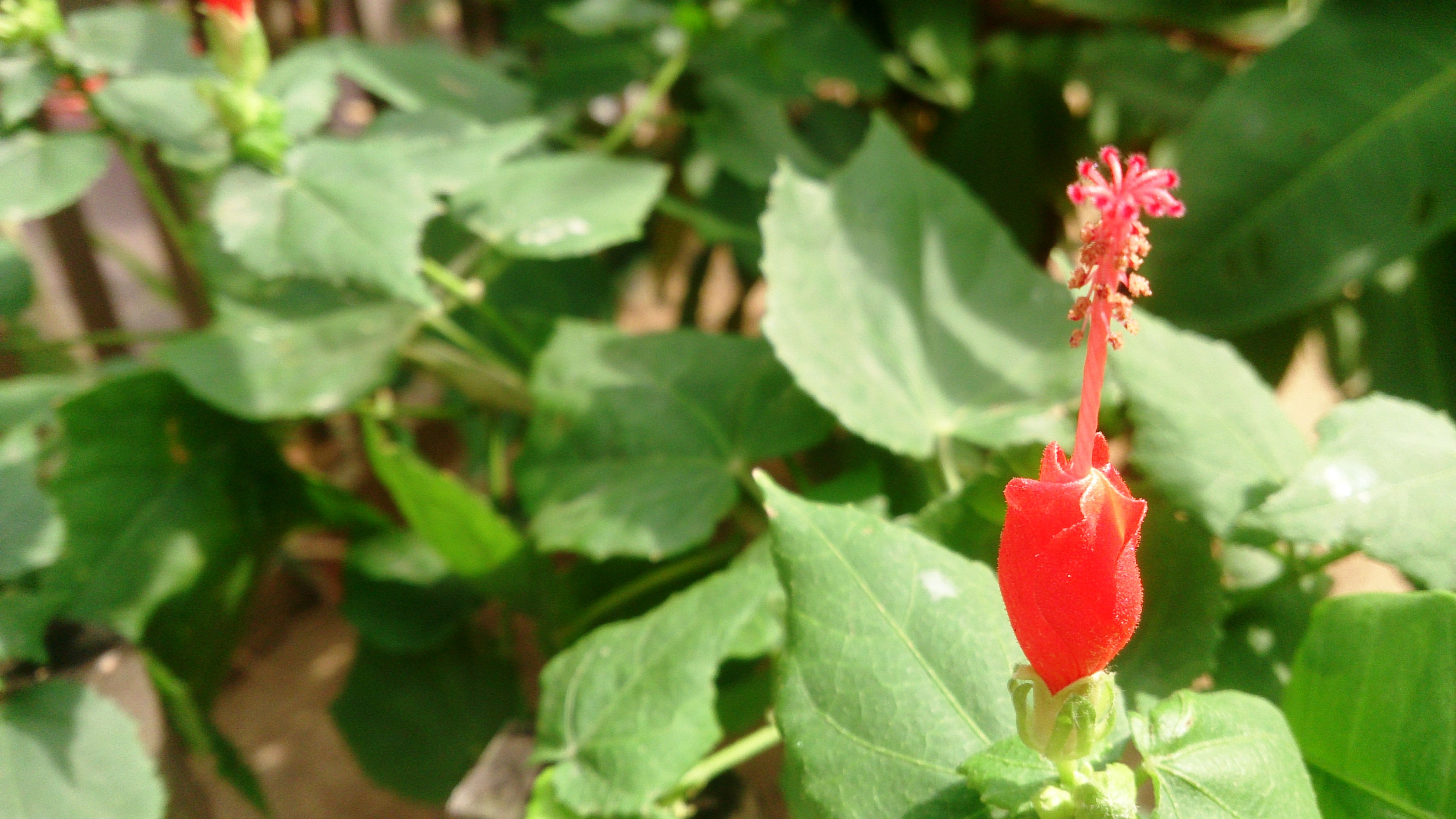
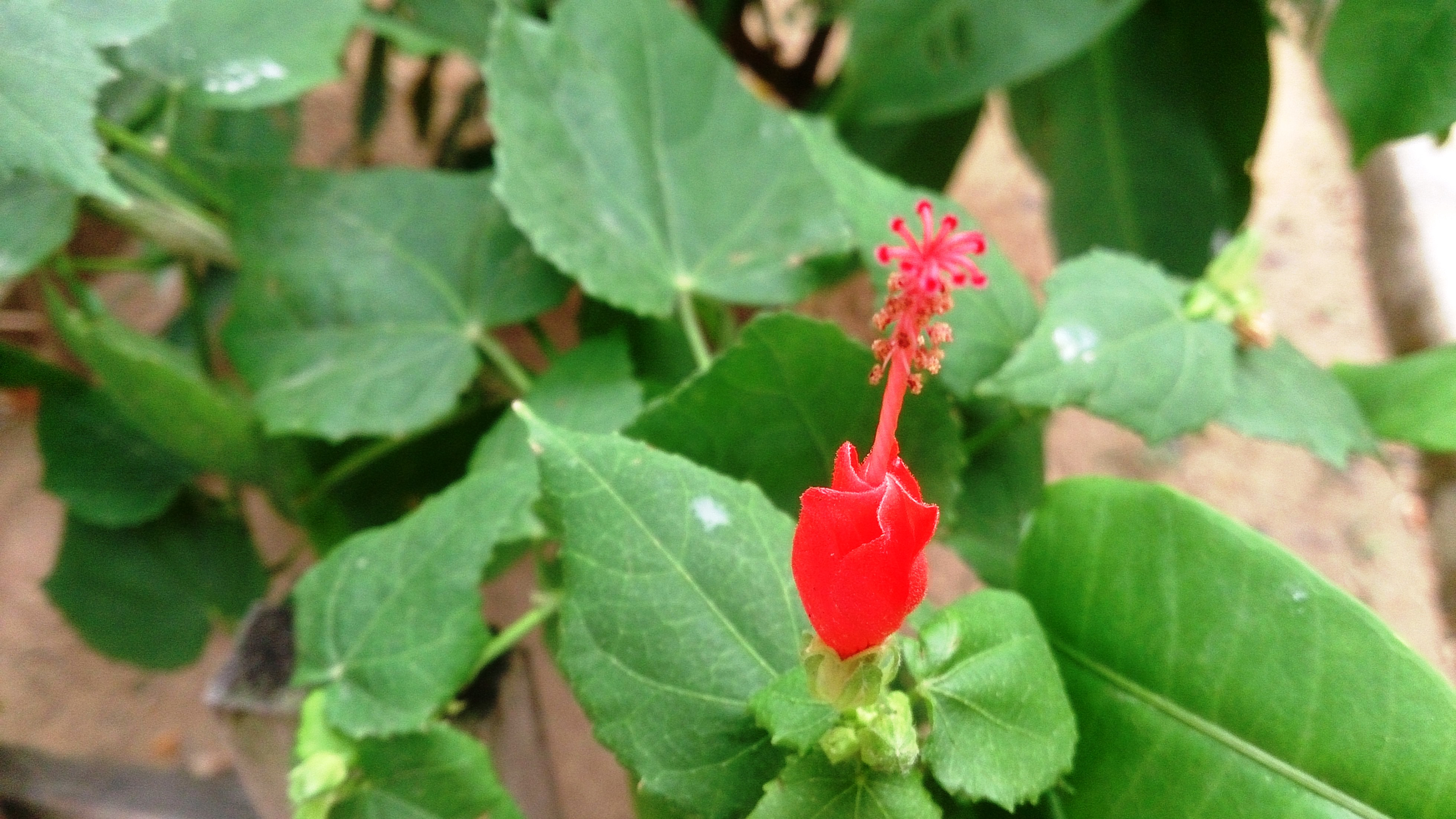
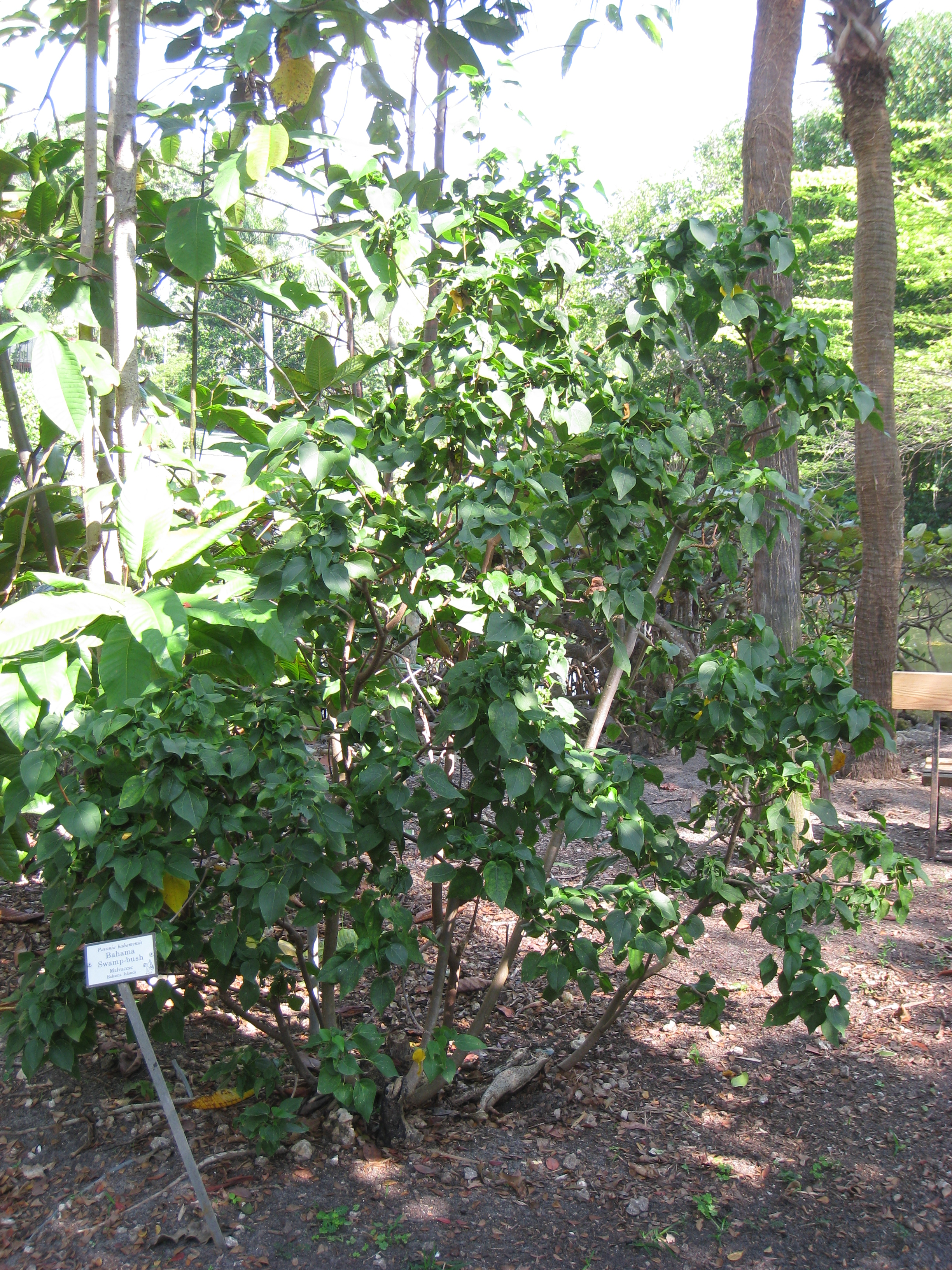
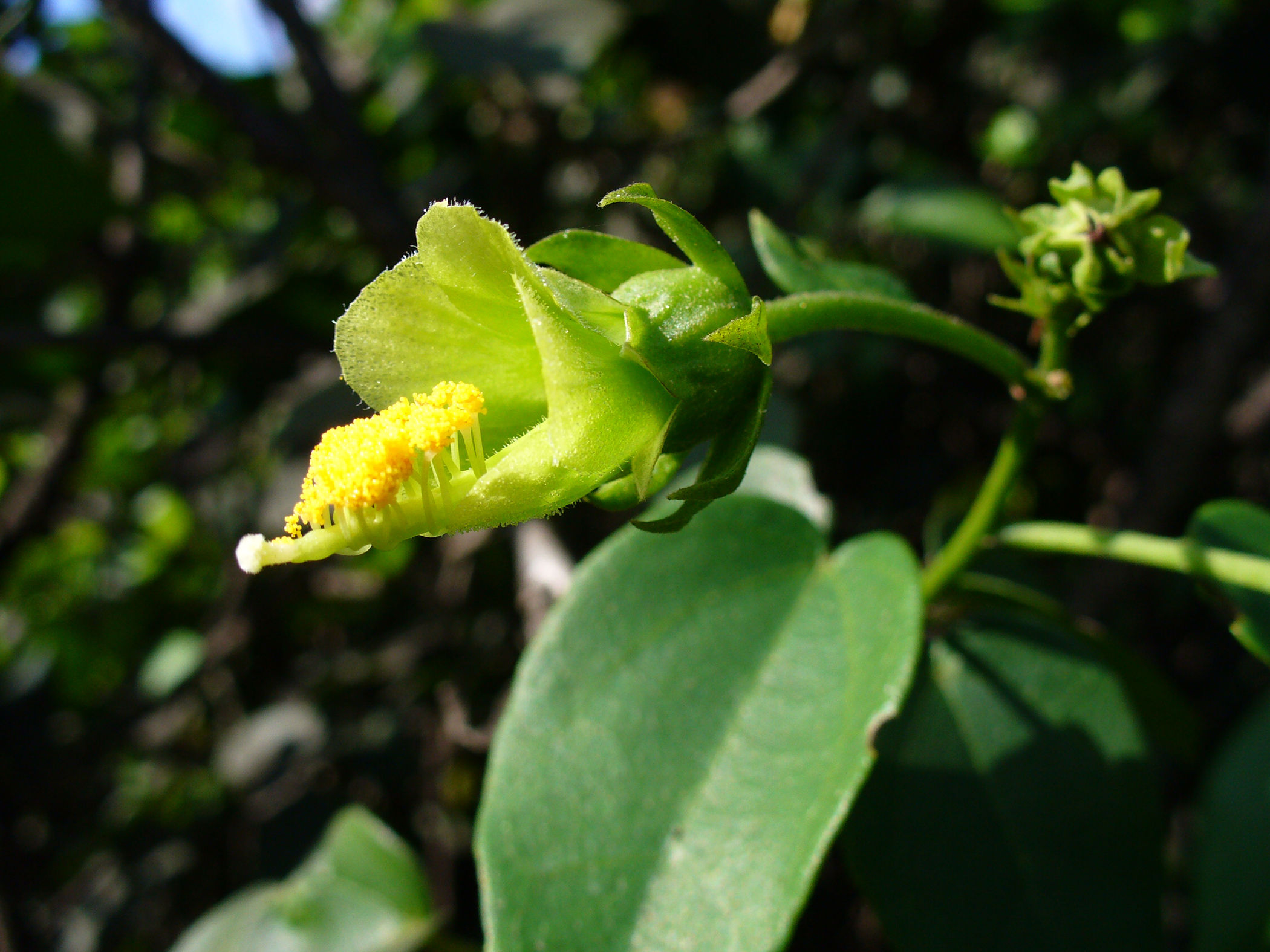
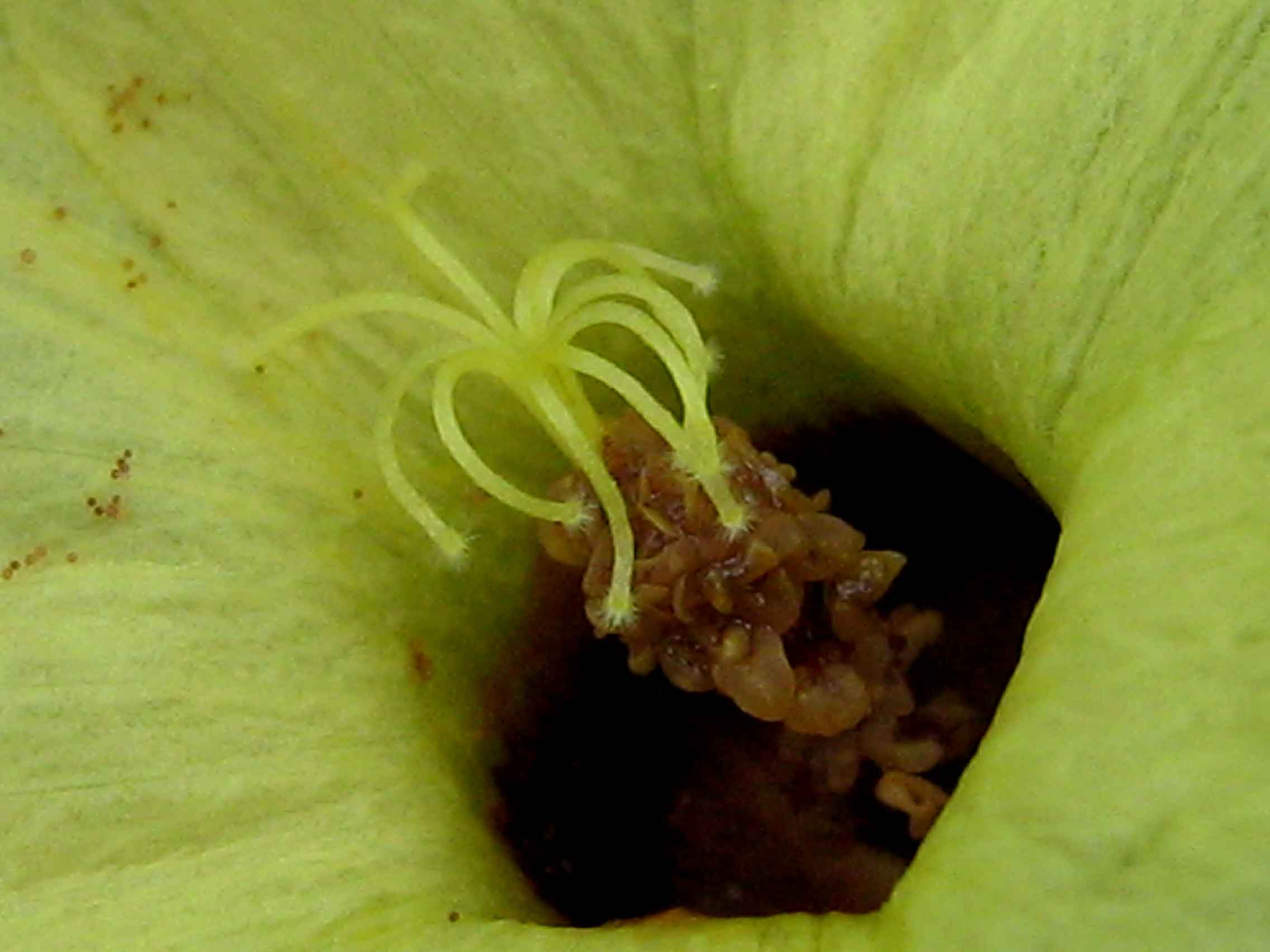
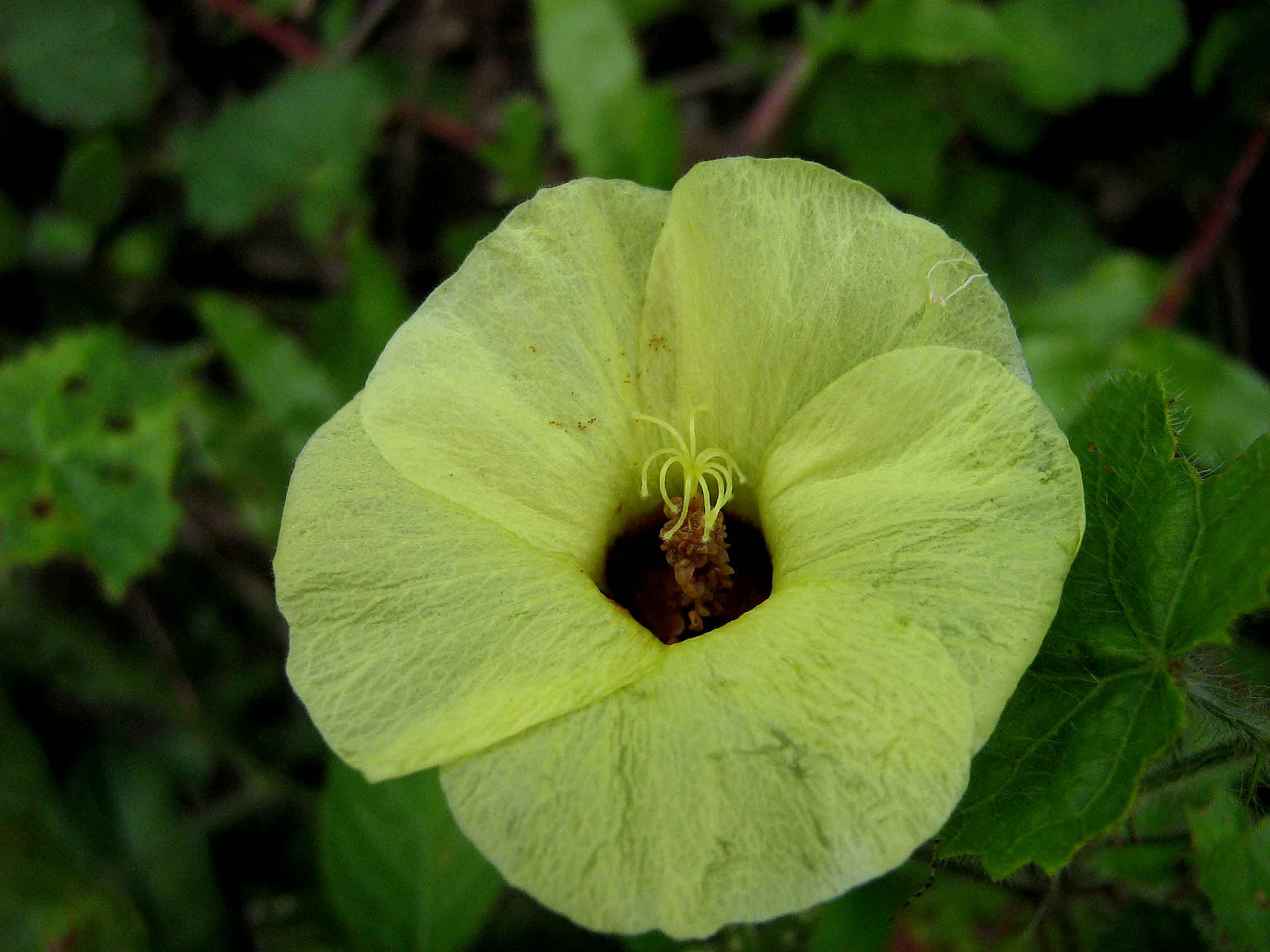

## Dottertaxa till Lyktbusksläktet, i alfabetisk ordning[1]
- Pavonia achanioides
- Pavonia alba
- Pavonia alia
- Pavonia almasana
- Pavonia alnifolia
- Pavonia angustifolia
- Pavonia angustipetala
- Pavonia anisaster
- Pavonia apiculata
- Pavonia arabica
- Pavonia arachnoidea
- Pavonia arechavaletana
- Pavonia arenaria
- Pavonia argentina
- Pavonia aschersoniana
- Pavonia aschersonioides
- Pavonia aspera
- Pavonia atlantica
- Pavonia aurantia
- Pavonia aurelii
- Pavonia aurigloba
- Pavonia bahamensis
- Pavonia baillonii
- Pavonia balansae
- Pavonia baumliana
- Pavonia belophylla
- Pavonia betonicifolia
- Pavonia biflora
- Pavonia blanchetiana
- Pavonia blepharicarpa
- Pavonia boisiana
- Pavonia botumirima
- Pavonia brevibracteolata
- Pavonia bullulata
- Pavonia burchellii
- Pavonia cabraliana
- Pavonia calcicola
- Pavonia calycina
- Pavonia calyculosa
- Pavonia cancellata
- Pavonia candida
- Pavonia capivarensis
- Pavonia castaneifolia
- Pavonia cauliflora
- Pavonia chlorantha
- Pavonia ciliata
- Pavonia clarkii
- Pavonia clathrata
- Pavonia coccinea
- Pavonia cochensis
- Pavonia columella
- Pavonia communis
- Pavonia commutata
- Pavonia corymbosa
- Pavonia cracens
- Pavonia crassipedicellata
- Pavonia crispa
- Pavonia cristaliana
- Pavonia cristata
- Pavonia cristobaliae
- Pavonia cryptica
- Pavonia cryptocalyx
- Pavonia cymbalaria
- Pavonia decora
- Pavonia dentata
- Pavonia dimorphostemon
- Pavonia distinguenda
- Pavonia domatiifera
- Pavonia dregei
- Pavonia ducke-limae
- Pavonia durangensis
- Pavonia dusenii
- Pavonia ecostata
- Pavonia ekmanii
- Pavonia elegans
- Pavonia ellenbeckii
- Pavonia eremogeiton
- Pavonia erythrolema
- Pavonia eurychlamys
- Pavonia exasperata
- Pavonia falconensis
- Pavonia firmiflora
- Pavonia flavispina
- Pavonia flavoferruginea
- Pavonia fonsecana
- Pavonia formosa
- Pavonia friesii
- Pavonia friisii
- Pavonia froesii
- Pavonia fruticosa
- Pavonia fryxelliana
- Pavonia fryxellii
- Pavonia gallaensis
- Pavonia garckeana
- Pavonia geminiflora
- Pavonia gentryi
- Pavonia glazioviana
- Pavonia glaziovii
- Pavonia glechomoides
- Pavonia glutinosa
- Pavonia goetheoides
- Pavonia gossweileri
- Pavonia gracilis
- Pavonia grandiflora
- Pavonia graomogoliana
- Pavonia grazielae
- Pavonia guerkeana
- Pavonia harleyi
- Pavonia hassleriana
- Pavonia hastata
- Pavonia hatschbachii
- Pavonia heterostemon
- Pavonia heterotricha
- Pavonia hexaphylla
- Pavonia hieronymi
- Pavonia hirticalyx
- Pavonia hirtiflora
- Pavonia hispida
- Pavonia hoehnei
- Pavonia horrida
- Pavonia hotteana
- Pavonia humifusa
- Pavonia imatacensis
- Pavonia immaculata
- Pavonia immitis
- Pavonia insperabilis
- Pavonia integrifolia
- Pavonia intermedia
- Pavonia intermixta
- Pavonia ionthacarpa
- Pavonia kearneyi
- Pavonia kilimandscharica
- Pavonia kleinii
- Pavonia kotschyi
- Pavonia krapovickasii
- Pavonia laetevirens
- Pavonia lanata
- Pavonia lasiopetala
- Pavonia latibracteolata
- Pavonia laxifolia
- Pavonia leiocarpa
- Pavonia leptocalyx
- Pavonia leucantha
- Pavonia longifolia
- Pavonia longipedunculata
- Pavonia longipilosa
- Pavonia longitricha
- Pavonia longitudinalis
- Pavonia lourteigiae
- Pavonia luetzelburgii
- Pavonia macdougallii
- Pavonia macrostyla
- Pavonia makoyana
- Pavonia malvaviscoides
- Pavonia marginata
- Pavonia martii
- Pavonia matteiana
- Pavonia mattogrossensis
- Pavonia meeboldii
- Pavonia melhanioides
- Pavonia missionum
- Pavonia mogotensis
- Pavonia mollis
- Pavonia mollissima
- Pavonia montana
- Pavonia monticola
- Pavonia morii
- Pavonia multiflora
- Pavonia mutisii
- Pavonia nana
- Pavonia narcissi
- Pavonia nayarensis
- Pavonia neei
- Pavonia nemoralis
- Pavonia nepetifolia
- Pavonia nigrescens
- Pavonia occhionii
- Pavonia opulifolia
- Pavonia orientalis
- Pavonia ovaliphylla
- Pavonia oxyphylla
- Pavonia oxyphyllaria
- Pavonia pabstii
- Pavonia palmeirensis
- Pavonia paneroi
- Pavonia paniculata
- Pavonia papilionacea
- Pavonia paraensis
- Pavonia patuliloba
- Pavonia paucibracteata
- Pavonia paucidentata
- Pavonia pedersenii
- Pavonia penduliflora
- Pavonia peruviana
- Pavonia piauhyensis
- Pavonia pilifera
- Pavonia piptocalyx
- Pavonia pirottae
- Pavonia platyloba
- Pavonia pleuranthera
- Pavonia pohlii
- Pavonia praemorsa
- Pavonia procumbens
- Pavonia propinqua
- Pavonia pseudolaxifolia
- Pavonia pseudotyphalaea
- Pavonia psilophylla
- Pavonia pterocarpa
- Pavonia pulidoae
- Pavonia punctata
- Pavonia purpusii
- Pavonia quadrifida
- Pavonia queirozii
- Pavonia ramboi
- Pavonia ramosissima
- Pavonia rehmannii
- Pavonia reitzii
- Pavonia renifolia
- Pavonia repens
- Pavonia restiaria
- Pavonia reticulata
- Pavonia revoluta
- Pavonia rhizophorae
- Pavonia rhodantha
- Pavonia rogersii
- Pavonia rojasii
- Pavonia rosa-campestris
- Pavonia rosengurttii
- Pavonia rotundifolia
- Pavonia rubra
- Pavonia rudis
- Pavonia rupestris
- Pavonia sagittata
- Pavonia salmonea
- Pavonia sancti
- Pavonia sapucayensis
- Pavonia schiedeana
- Pavonia schimperiana
- Pavonia schininii
- Pavonia schrankii
- Pavonia schwackei
- Pavonia schweinfurthii
- Pavonia secreta
- Pavonia semiserrata
- Pavonia senegalensis
- Pavonia sepioides
- Pavonia sepium
- Pavonia serrana
- Pavonia serrata
- Pavonia setifer
- Pavonia sidifolia
- Pavonia somalensis
- Pavonia spectabilis
- Pavonia spiciformis
- Pavonia spinifex
- Pavonia spinistipula
- Pavonia spuria
- Pavonia stellata
- Pavonia stenopetala
- Pavonia steudneri
- Pavonia stipularis
- Pavonia striata
- Pavonia strictiflora
- Pavonia subaphylla
- Pavonia subhastata
- Pavonia submutica
- Pavonia subrotunda
- Pavonia succo
- Pavonia teresina
- Pavonia tiliifolia
- Pavonia transvaalensis
- Pavonia tricalycaris
- Pavonia triloba
- Pavonia undulata
- Pavonia uniflora
- Pavonia urens
- Pavonia vannii
- Pavonia varians
- Pavonia velvetiana
- Pavonia venusta
- Pavonia windischii
- Pavonia vinosa
- Pavonia viscidula
- Pavonia viscosa
- Pavonia vitifolia
- Pavonia xanthogloea
- Pavonia yatarendana
- Pavonia zehntneri
- Pavonia zeylanica